# Melody Thornton
Melody Thornton (Phoenix, Arizona, 28 september 1984) is een Amerikaanse zangeres en danseres. Ze maakte deel uit van de meidenband The Pussycat Dolls en had daar een lead rol in de band na Nicole Scherzinger. In 2010 werd bekend dat Melody de groep heeft verlaten.

## Biografie
Melody's moeder is Mexicaans en haar vader Afrikaans-Amerikaans. Haar talent is ontdekt in een zangwedstrijd op haar school. Na het zien van The Pussycat Dolls op MTV hoorde ze dat er auditie werd gedaan voor een nieuwe 'doll'. Melody deed auditie, en alhoewel ze niet eens een dansauditie hoefde te doen, werd ze uitgekozen als nieuwste lid van de Pussycat Dolls. Manager Robin Antin verklaarde later dat ze zo onder de indruk waren van haar stemgeluid en de kracht van haar stem dat ze haar meteen een plaats gaven in de groep. Haar 'Doll naam' was Baby Doll, aangezien ze de jongste was.
Melody stond bij de Dolls bekend om de vocal runs, die ze toevoegt aan de meerderheid van de nummers van de Pussycat Dolls.
Thornton deed in 2017 mee aan het programma Celebrity Island with Bear Grylls. 